# Молдовани в Україні
Молдовани в Україні — молдовська етнічна меншина в Україні, згідно з даними перепису населення 2001 налічує 258 619 осіб . 
Молдовани компактно проживають в районах українсько-молдовського етнічного прикордоння на Буковині і в Бессарабії, як в північній її частині (Хотинщина), так і в південній (Буджак), і в етнічних анклавах на схід від Дністра, в Південній і, меншою мірою, Правобережній Україні . Молдовани складають найбільшу етнічну групу Ренійського району Одеської області і Новоселицького району Чернівецької області.

## Історія

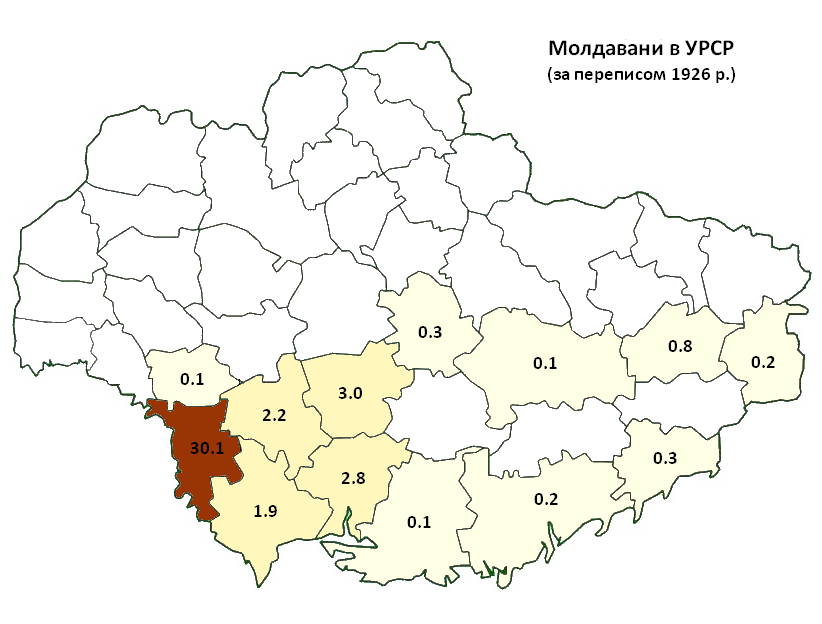
Розселення молдован в УРСР за переписом 1926

Початок поселення молдован на українських землях, зокрема на Лівобережній Наддністрянщині та північній Буковину, викликаний репресіями турецьких завойовників і посиленням експлуатації з боку власних господарів, припадав на 16 ст. У 17-18 ст. молдовські поселення почали виникати на Правобережжі, у межиріччі Дністра і Південного Бугу.
Після указу 1751 р. про прийняття до російського підданства сербів на військову службу у на південних кордонах Російської імперії, почалося переселення православних вихідців з Османської імперії, зокрема молдован з турецької Молдови, на малозаселене степове Причорномор'ю, майбутню територію Херсонської та Катеринославської губерній. У 1754 р. на території так званої Нової Сербії (північ майбутньої Херсонщини) поселилося 2997 молдован, які становили 78% від загальної кількості переселенців. За переписом населення 1764 р. на території майбутньої Херсонської губернії налічувалося 5,4 тис. молдован чоловічої статі (14,3% населення), вони були другою за чисельністю етнічною групою після українців (67,9%). На території майбутньої Катеринославської губернії у 1763 р. налічувалося 825 молдован (2,74%).
З 1763 р. по 1784 р. молдовське населення Причорномор'я збільшилося на 192%, з 6227 до 18196 осіб чоловічої статі. Молдовани проживали у великих поселеннях створеного у 1769 р. Молдавського полку, які залишалися переважно молдовськими і у другій половині 19 ст.
- 1-а рота — Павлівський шанець (згодом — посад Павлівськ, Ново-Павлівськ; сучасна Новоукраїнка)
- 2-а рота — Виська (Велика Виска)
- 3-а рота — Піщаний Брід (Добровеличківський район)
- 4-а рота — Чорний Ташлик
- 5-а рота — Тернівка (Новоархангельський район)
- 6-а рота — Інгульський шанець (Лемківська, містечко Інгульськ; сучасне)
- 7-а рота — Добрянка (Вільшанський район)
- 8-а рота — Синюхин Брід
- 9-а рота — Липняжка (Красна Слобідка)
- 10-а рота — Плетений Ташлик
- 11-а рота — Лиса Гора
- 12-а рота — Сухий Ташлик (також — Глодоси)
- 13-а рота — Тишківка (Добровеличківський район)
- 14-а рота — Грузьке (Кіровоградський район)
- 15-а рота — Вільшанка, або Маслов
- 16-а рота — Катерининський шанець, або Мігійськ (сучасний Ольвіополь)

На сході, на землях майбутніх Бахмутського і Слов'яносербського повітів (т.зв. Слов'яносербія) молдовське населення зросло з 825 до 6032 осіб чоловічої статі, а їх питома вага у населенні - з 2,7% до 5,4%. Вони мешкали у 16 населених пунктах (шанцях) Слов'яносербії, але становили більшість лише у 9:
- 2-а рота — Вергунське (Вергунка, зараз - частина Луганська),
- 3-а рота — Верхнє Біленьке (Верхнє, зараз у складі Лисичанська),
- 5-а рота — Асесорське (Привільне) (зараз у складі Лисичанської міськради)
- 6-а рота — Кримська Яма (Кримське),
- 8-а рота — Підгірне (згодом тут побудували місто, яке в 1784-1817 рр. носило назву Донецьк, а потім було перейменоване в Слов'яносербськ),
- 9-а рота — Жовтий Яр (Жовте),
- 10-а рота — Кам'яний Брід (зараз у складі Луганська)
- 12-а рота — Хороший Яр (Хороше),
- 14-а рота — Троїцьке.

## Чисельність
- 1926 — 257 794
- 1939 — 230 698
- 1959 — 241 650
- 1970 — 265 902
- 1979 — 293 576
- 1989 — 324 525
- 2001 — 258 619

Станом на 2001 р., в Україні проживає 258.6 тис. молдован. Концентруються вони здебільшого в районах традиційного розселення: Чернівецькій області — 9 % населення регіону, Одеській області — 5,5 %, Миколаївській області — 1,3 %. Понад 70 % загальної чисельності молдован України проживало на території Одеської та Чернівецької областей, значно менше — в Донецькій, Кіровоградській, Дніпропетровській, Луганській областях та в АР Крим. Понад 6 % молдован проживало в Херсонській, Харківській, Запорізькій та Вінницькій областях та в м. Києві. Особливістю сучасного розселення молдован в Україні є те, що в переважній більшості представники названої національної меншини проживають у сільській місцевості, найбільше в Одеській та Чернівецькій, значна кількість — у селах Кіровоградської, Харківської, Миколаївської, Полтавської, Херсонської, Черкаської областей. Тільки в таких індустріальних областях, як Дніпропетровська, Донецька, Луганська, Запорізька та АР Крим, більшість молдован проживає в міських поселеннях.

## Розселення

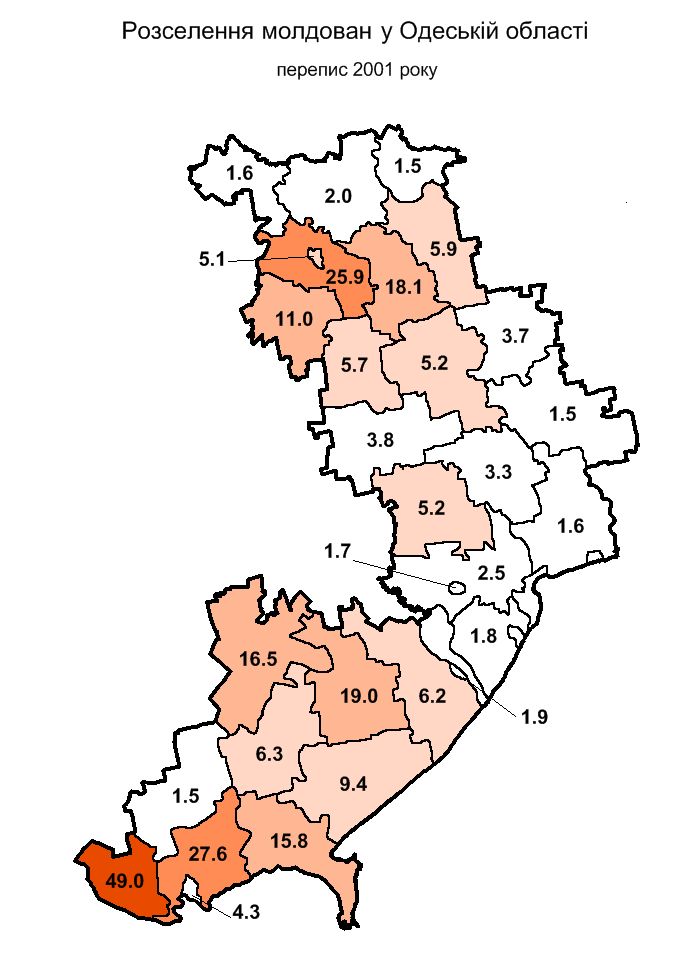
Розселення молдован в Одеській області за переписом 2001 р.

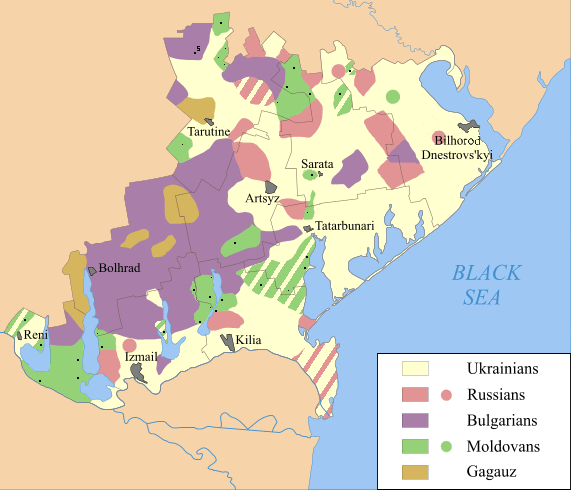
Етнічна мапа півдня Одеської області

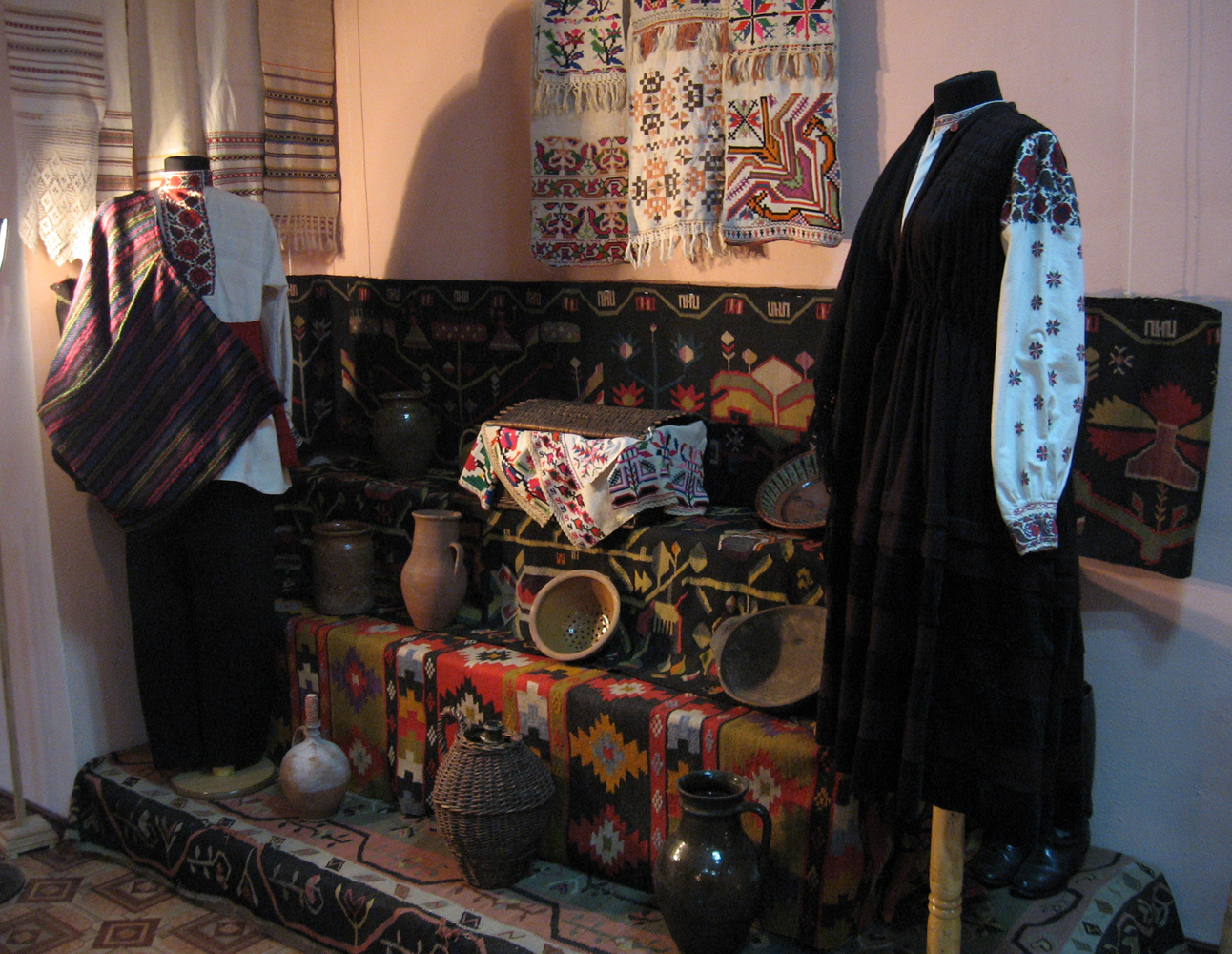
Предмети традиційної молдовської культури в одеському музеї Степової України

Розселення молдован за регіонами за даними переписів населення:
|                           | 1989    | 2001    | динаміка |
| ------------------------- | ------- | ------- | -------- |
| АР Крим і Севастополь     | 6 609   | 4 562   | -31,0%   |
| Вінницька область         | 3 377   | 2 944   | -12,8%   |
| Волинська область         | 369     | 303     | -17,9%   |
| Дніпропетровська область  | 6 636   | 4 398   | -33,7%   |
| Донецька область          | 13 332  | 7 171   | -46,2%   |
| Житомирська область       | 1 434   | 1 425   | -0,6%    |
| Закарпатська область      | 963     | 516     | -46,4%   |
| Запорізька область        | 3 428   | 2 476   | -27,8%   |
| Івано-Франківська область | 780     | 557     | -28,6%   |
| Київська область          | 1 799   | 1 515   | -15,8%   |
| Кіровоградська область    | 10 694  | 8 274   | -22,6%   |
| Луганська область         | 5 785   | 3 252   | -43,8%   |
| Львівська область         | 2 471   | 781     | -68,4%   |
| Миколаївська область      | 16 673  | 13 171  | -21,0%   |
| Одеська область           | 144 534 | 123 751 | -14,4%   |
| Полтавська область        | 2 737   | 2 562   | -6,4%    |
| Рівненська область        | 424     | 364     | -14,2%   |
| Сумська область           | 752     | 778     | 3,5%     |
| Тернопільська область     | 373     | 356     | -4,6%    |
| Харківська область        | 3 746   | 2 462   | -34,3%   |
| Херсонська область        | 5 618   | 4 179   | -25,6%   |
| Хмельницька область       | 1 667   | 1 353   | -18,8%   |
| Черкаська область         | 1 813   | 1 617   | -10,8%   |
| Чернівецька область       | 84 519  | 67 225  | -20,5%   |
| Чернігівська область      | 806     | 700     | -13,2%   |
| Київ (міськрада)          | 3 186   | 1 927   | -39,5%   |
| Україна                   | 324 525 | 258 619 | -20,3%   |

Динаміка чисельності молдован у деяких регіонах за переписами, тис.:
|                        | 1959  | 1959 | 1970  | 1970 | 1979  | 1979 | 1989  | 1989 | 2001  | 2001 |
| ---------------------- | ----- | ---- | ----- | ---- | ----- | ---- | ----- | ---- | ----- | ---- |
| Одеська область        | 125,0 | 6,2% | 136,0 | 5,7% | 143,1 | 5,7% | 144,5 | 5,5% | 123,7 | 5,0% |
| Чернівецька область    | 71,6  | 9,2% | 78,4  | 9,3% | 85,0  | 9,5% | 84,5  | 9,0% | 67,2  | 7,3% |
| Миколаївська область   | …     | …    | 5,3   | 0,5% | 8,9   | 0,7% | 16,7  | 1,2% | 13,1  | 1,0% |
| Кіровоградська область | 7,2   | 0,6% | 6,6   | 0,5% | 7,1   | 0,6% | 10,7  | 0,9% | 8,2   | 0,7% |

## Урбанізація
Місце проживання молдовського населення за переписом 2001 р.
| Населення  | Кількість |        |
| ---------- | --------- | ------ |
| міського   | 73 593    | 28,5%  |
| сільського | 185 026   | 71,5%  |
| всього     | 258 619   | 100.0% |

## Вікова структура
Вікова структура молдован України за переписом 2001 року
| Вік   | Чисельність,тис. |       |
| ----- | ---------------- | ----- |
| 0-14  | 41 059           | 15,9% |
| 15-64 | 184 055          | 71,2% |
| >65   | 33 505           | 12,9% |

## Мова

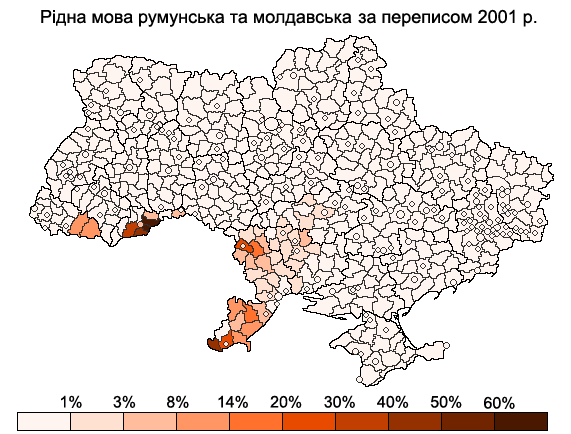
Частка населення, що назвало рідною мовою румунську та молдовську (2001 р.)

Рідна мова молдован України за переписами:
|            | 1970  | 1979  | 1989  | 2001  |
| ---------- | ----- | ----- | ----- | ----- |
| молдовська | 83,3% | 79,9% | 78,0% | 70,0% |
| російська  | 11,3% | 14,1% | 15,5% | 17,6% |
| українська | 5,2%  | 5,7%  | 6,1%  | 10,7% |
| інша       | 0,2%  | 0,3%  | 0,4%  | 1,7%  |

За переписом 2001 року, серед молдован України вказали на вільне володіння мовами:
- молдовською - 78,9%
- російською - 71,1%
- українською - 50,7%

## Відомі українські молдовани
- Петро Болбочан
- Софія Ротару
- Василь Цушко
- Іво Бобул
- Лілія Сандулесу
- Аліна Гросу
- Генадій Орбу
- Георгій Бущан
- Микола Стражеско